# Morgenstund hat Gold im Mund
Morgenstund hat Gold im Mund ist ein Sprichwort. Es besagt, dass sich frühes Aufstehen lohne, weil es sich am Morgen gut arbeiten lasse und Frühaufsteher mehr erreichen würden. Es ist die wortgetreue Übersetzung des lateinischen Lehrbuchsatzes aurora habet aurum in ore. Dieser bezieht sich auf die personifizierte Morgenröte, die Gold im Mund und im Haar trägt.
In früherer Zeit wurde mit „Morgenstund hat Gold im Mund“ das zuerst in einem Brief des Erasmus von Rotterdam an seinen Schüler Christian Northoff nachgewiesene lateinische Sprichwort aurora musis amica („Die Morgenstunde ist die Freundin der Musen“) wiedergegeben, das so viel bedeutet wie „Morgens studiert man am besten“. 